# Tele900
Tele900 foi um serviço telefônico muito ativo no Brasil na década de 1990. Recebeu esse nome devido ao seus números de telefone possuírem o prefixo 0900. Era operado por empresas como Embratel, TeleTV e Telesp. Muitas empresas, principalmente emissoras de TV e estações de rádio, usavam o Tele900. 
O serviço oferecia sorteios e interatividade para telespectadores em programas de televisão, além de uma variedade de serviços telefônicos, como Tele-Sexo, Tele-Namoro, Tele-Piadas com Ary Toledo, Tele-Chaves, Walter Mercado e Seus Videntes (de consulta astrológica e esotérica), entre outros. As empresas que ofereciam os serviços de Tele900 cobravam um valor fixo por minuto dos usuários, que podia chegar a quantia de até R$ 5,00 por minuto.[carece de fontes?] O Tele900 gerou inúmeras controvérsias devido às inúmeras reclamações de consumidores que começaram a se sentir lesados. Em 1997, arrecadou cerca de R$ 270 milhões a partir das ligações telefônicas.
Após a privatização do setor de telefonia no Brasil, a partir de 1998, o Tele900 foi proibido pela Justiça, a pedido do Ministério Público Federal.